# Korvasjärvi (sjö i Enare, Lappland)
Korvasjärvi är en sjö i kommunen Enare i landskapet Lappland i Finland. Arean är 39 hektar och strandlinjen är 3,56 kilometer lång. Sjön  ingår i Pasvik älvs huvudavrinningsområde.   Den ligger omkring 300 kilometer norr om Rovaniemi och omkring 1000 kilometer norr om Helsingfors. 
Väster om Korvasjärvi ligger Liittojärvi. 